# HD 42683
HD 42683，又名CD-49 2084，SAO 217747、HR 2204，是一颗恒星，视星等为6.49，位于銀經257.28，銀緯-26.9，其B1900.0坐标为赤經6h 6m 52.8s，赤緯-49° -26.9′ 43″。